# Cynthia Jele
Nozizwe Cynthia Jele, mais conhecida como Cynthia Jele, é uma romancista sul-africana. Seu romance Happiness is a Four-Letter Word ganhou o Prêmio de Escritores da Commonwealth de 2011 de Melhor Primeiro Livro, Região da África e o prêmio de filme M-Net no Prêmio Literário M-Net de 2011. O romance foi posteriormente adaptado para um filme em 2016.
Ela cresceu em Mpumalanga, África do Sul. Ela se formou no North Central College, com bacharelado em Negócios Internacionais em 2003. Jele trabalhou como agente de saúde pública no Departamento de Saúde de Mpumalanga e depois passou um ano nos Estados Unidos como au pair.

## Carreira
Em 2006, Jele publicou um guia, So You Wanna Be an Au Pair in the USA – What Your Agency Will Never Tell. Segundo ela, tornou-se escritora por acidente, após participar de uma sessão ministrada por um autor americano, que fez o público trabalhar em um pequeno exercício de escrita. O autor leu uma passagem de um livro e pediu ao público que completasse os dois primeiros parágrafos.
Ela foi morar no Reino Unido por um ano. Após seu retorno à África do Sul, Jele trabalhou como consultora de gestão. Ela fundou recentemente uma consultoria de desenvolvimento econômico, a Lombuso Consulting Group. No Concurso de Contos BTA/Anglo-Platinum de 2008, ela ganhou o primeiro lugar. Em 2011, ela ganhou o Prêmio de Escritores da Commonwealth de 2011 como Melhor Primeiro Livro na região africana por seu romance Happiness is a Four-letter Word. Este romance é uma história sobre quatro amigas que vivem em Joanesburgo. O romance também foi pré-selecionado para o prêmio Booksellers Choice Award de 2011 e mais tarde foi adaptado para um filme. Após seu lançamento na África do Sul em 2016, o filme se tornou um sucesso de bilheteria.
Ela trabalha como consultora de gestão e mora em Joanesburgo.

## Obras
As obras publicadas por Cynthia são:
- Happiness is a Four-Letter Word, Kwela Books, 2010, ISBN 978-0-7957-0295-2
- The Ones with Purpose, Kwela Books, 2018, ISBN 978-0-7957-0843-5